# Jenny Nijenhuis
Jenny Nijenhuis (sinh năm 1969) là một nhà điêu khắc và nghệ sĩ thị giác người Nam Phi đương đại được biết đến với các tác phẩm điêu khắc và sắp đặt công cộng.

## Cuộc đời và sự nghiệp
Jenny Nijenhuis sinh ra ở Johannesburg, Nam Phi và vào năm 1993 đã nhận bằng Cử nhân Mỹ thuật của Đại học Witwatersrand. Năm 2014, cô được chọn vào chung kết cho Giải thưởng Nghệ thuật Lovell Tranyr. Cô đã được chọn là người vào chung kết cho giải thưởng nghệ thuật PPC Imaginarium năm 2015 và là người vào chung kết cuộc thi nghệ thuật Chữ ký mới của Sasol năm 2017. Trong khoảng thời gian 2005 - 2018, cô đã điều hành Genealogy Brand DNA, một cơ quan thiết kế truyền thông tích hợp. Các tác phẩm của cô có thể được tìm thấy trong các bộ sưu tập nghệ thuật tư nhân và công cộng như Ngôi nhà Tháng Tám ở Johannesburg và bộ sưu tập tư nhân Paul Stuart.

## Tác phẩm cài đặt công cộng
Vào năm 2016, Nijenhuis đã cải tiến tác phẩm cài đặt công khai Dirty Laundry của SA cùng với nghệ sĩ trình diễn Nondumiso Msimanga. Việc lắp đặt bao gồm 1.200 mét đường dây rửa hiển thị 3.600  cặp đồ lót, mà theo quy định của Hội đồng Nghiên cứu Y khoa, phù hợp với số hãm hiếp ước tính xảy ra trên một cơ sở hàng ngày ở Nam Phi. Các quần lót được treo trên đường phố ở New Zealand trong hai tuần để tố cáo lạm dụng tình dục và cưỡng hiếp. Trong một cuộc phỏng vấn với BBC News Africa Nijenhuis giải thích rằng cô đã sử dụng đồ lót bởi vì đây là trang phục thân mật nhất mà mọi người mặc, và đó cũng là trang phục cuối cùng bị loại bỏ trong một vụ hiếp dâm. Theo quan điểm của cô, việc sử dụng trang phục thân mật này mang một thông điệp cá nhân mạnh mẽ hơn nhiều.
Dirty Laundry của SA đã nhận được quảng bá lớn tầm quốc tế. Tác phẩm cài đặt này đã được The Guardian, Marie Claire, Upworthy, cũng như trên các phương tiện truyền thông Ý, Tây Ban Nha, Đức, Thổ Nhĩ Kỳ và Trung Quốc, đăng tải.
Tổ chức Ân xá Quốc tế Nam Phi đã đóng góp  để hiện thực hóa dự án bằng cách cung cấp các nguồn tài chính cần thiết cho việc xây dựng tác phẩm lắp đặt này.